# 1980 في الصين
فيما يلي قوائم الأحداث التي وقعت خلال عام 1980 في الصين.

## سياسة

### تعيين في المنصب
- 1 يناير – وان لي نائب رئيس مجلس الدولة في جمهورية الصين الشعبية.

### انتهاء فترة المنصب
- 10 سبتمبر – هوا جيو فينج رئيس مجلس الدولة الصيني.

## مواليد

### يناير
- 1 يناير – تشن مان مصورة صينية.
- 1 يناير – كولن هوانغ
- 1 يناير – وانغ جي ملحنة أمريكية.
- 5 يناير – لي تينغ لاعبة كرة مضرب صينية.
- 11 يناير – تشو سيو كي لاعب كرة قدم صيني.
- 15 يناير – ليو وي لاعب كرة سلة صيني.
- 19 يناير – كاي يون لاعب تنس الريشة.
- 21 يناير – زهينغ كيوي لاعب كرة قدم صيني.
- 21 يناير – لي بينغ لاعبة كرة يد صينية.
- 27 يناير – وانغ يابينغ رائدة فضاء صينية.
- 29 يناير – ليانغ تشونغ لاعب شطرنج صيني.

### فبراير
- 2 فبراير – ليلي تشو لاعب تنس الريشة.
- 8 فبراير – يانغ وي لاعب جمباز فني صيني.
- 14 فبراير – ميشيل يي
- 19 فبراير – لين ما لاعب تنس طاولة صيني.
- 25 فبراير – دي شياو عازفة بيانو صينية.
- 26 فبراير – أليكس فانغ

### مارس
- 7 مارس – هوانغ هونج لاعبة كرة يد صينية.
- 31 مارس – لي يانغ طائر تزلج صيني.
- 31 مارس – يو هوي نبّالة صينية.

### أبريل
- 7 أبريل – سونغ نينا لاعبة كرة طائرة صينية.
- 10 أبريل – شاو جيايي لاعب كرة قدم صيني.
- 19 أبريل – تشانغ نا لاعبة كرة طائرة صينية.
- 21 أبريل – قاو يي مُجدّفة كانوي صينية.

### مايو
- 8 مايو – تشن يو لاعب تنس الريشة.

### يونيو
- 2 يونيو – ميليسا تشان صحفية أمريكية.
- 10 يونيو – يانغ جون لاعب كرة قدم صيني.
- 16 يونيو – جويي يونغ
- 18 يونيو – إيفانا وونغ
- 20 يونيو – لي يان لاعب كرة قدم صيني.
- 22 يونيو – ستيفاني ياكوبسن ممثلة أسترالية.

### يوليو
- 4 يوليو – تشن كيوكي لاعبة هوكي حقل صينية.

### أغسطس
- 3 أغسطس – وانغ كنعان غطاس صيني.
- 20 أغسطس – جنغ جي لاعب كرة قدم صيني.

### سبتمبر
- 1 سبتمبر – تشان مان هي لاعب كرة قدم صيني.
- 12 سبتمبر – ياو مينغ لاعب كرة سلة صيني.

### أكتوبر
- 10 أكتوبر – ليين هانج
- 11 أكتوبر – كولين لي
- 18 أكتوبر – تونغ هوا

### نوفمبر
- 8 نوفمبر – آدا ليو ممثلة صينية.
- 25 نوفمبر – قو بيبي سبّاحة إيقاعي صينية.

### ديسمبر
- 1 ديسمبر – الكسندر فرينش لاعب كركيت صيني.
- 5 ديسمبر – ليلى تونغ ممثلة صينية.
- 13 ديسمبر – بوسكو وونغ
- 15 ديسمبر – جي منغي لاعب كرة قدم صيني.

## وفيات

### يناير
- 1 يناير – دينغ هوا (مواليد 1910) عسكري صيني.

### أكتوبر
- 5 أكتوبر – شو شو (مواليد 1908)
- 10 أكتوبر – تشاو دان (مواليد 1915) ممثل صيني.